# Kozárovice
Kozárovice (německy Kosarowitz) jsou obec v okrese Příbram ve Středočeském kraji, asi 16 km jihovýchodně od Příbrami. Žije zde 400 obyvatel.

## Historie
První písemná zmínka o vesnici pochází z roku 1152.

## Charakteristika
Kozárovice nemají strukturu klasické vesnice ve středních Čechách. Jsou zde spíše menší domy, než velká stavení, která byla součástí statků. Hlavní důvod může být, že zde bydleli především kameníci, kteří pracovali v okolních žulových lomech. Na návsi se nachází půvabná pozdně barokní kaple Panny Marie, postavená roku 1817. Je to jednoduchá neorientovaná stavba čtvercového půdorysu s pětiboce ukončeným kněžištěm. Zvláštností kaple je triumfální oblouk, který je u kaple této velikosti raritou. Kaple byla navržena zřejmě zmenšením některého kostela. Před kaplí jsou umístěna sloupová žulová boží muka datovaná rokem 1848. Kaple i boží muka jsou památkově chráněny.
V obci je dodnes v provozu několik žulových lomů. Protože se jedná o kvalitní žulu, jsou z ní vyráběné především kostky používané na dláždění silnic nebo obrubníky. V blízkém okolí obce jsou patrné pozůstatky těžby kamene – malých i větších lomů, které zanikly a některé z nich byly zatopeny.
Další místní zajímavost je objekt kulturního domu s restaurací, bufetem, obchodem a byty, který tvoří na křižovatce komunikace vedoucí na Orlík a Zalužany jednoznačnou dominantu. Jedná se o betonovou budovu ve stylu socialistického realismu, kde se pořádají časté diskotéky.

## Obecní správa

### Části obce
- Holušice (k. ú. Holušice u Kozárovic)
- Kozárovice (k. ú. Kozárovice)
- Vystrkov (k. ú. Vystrkov)

Součástí obce jsou také základní sídelní jednotky Kozárovice-chatová oblast a Podholušice. K obci patří také Anenský Dvůr, Na Drahách, Na Samotě, Strašně a V Kocouru.
Sousedními obcemi sídla jsou Bukovany, Kožlí, Lety, Kovářov, Zalužany, Cetyně, Bohostice, Klučenice a Chraštice.

### Územněsprávní začlenění
Dějiny územněsprávního začleňování zahrnují období od roku 1850 do současnosti. V chronologickém přehledu je uvedena územně administrativní příslušnost obce v roce, kdy ke změně došlo:
- 1850 země česká, kraj Plzeň, politický okres Březnice, soudní okres Mirovice[4]
- 1855 země česká, kraj Písek, soudní okres Mirovice
- 1868 země česká, politický okres Písek, soudní okres Mirovice
- 1939 země česká, Oberlandrat Tábor, politický okres Písek, soudní okres Mirovice[5]
- 1942 země česká, Oberlandrat Plzeň, politický okres Písek, soudní okres Mirovice[6]
- 1945 země česká, správní okres Písek, soudní okres Mirovice[7]
- 1949 Českobudějovický kraj, okres Písek[8]
- 1960 Středočeský kraj, okres Příbram
- 2003 Středočeský kraj, okres Příbram, obec s rozšířenou působností Příbram

### Starostové
- Tomáš Štětina (1871–1874)
- Matěj Jonák (1874–1883)
- Josef Šlapák (1883–1886)
- Josef Štětina (1886–1889)
- František Kocík (1889–1893)
- František Mendlík (1893–1896)
- Josef Šlapák (1896–1896)
- Matěj Jonák ml. (1896–1906)
- František Kocík (1906–1909)
- Matěj Jonák (1909–1919)
- Rudolf Voborský (1919–1923)
- František Peterka (1923–1927)
- Alois Zmrhal (1927–1931)
- Josef Suchan (1931–1945)
- Bohumil Krotký (1945)
- František Peterka (1945)
- František Chylík (1945–1946)
- Ladislav Kumhera (1946–1949)
- František Růžička (1949–1951)
- Václav Kuchta (1951–1957)
- Jan Růžička (1957–1964)
- Václav Kuchta (1964–1969)
- Josef Brousek (1969–1971)
- Josef Suchan (1971–1981)
- Bohuslav Svoboda (1981–1986)
- Jaroslav Čarek (1986–1990)
- Josef Kratochvíl (1990–1996)
- František Kotápiš (1996–1998)
- Jaroslav Čarek (1998–2013)
- Pavel Burda (2013–2022)
- Milan Suchan (2022-současnost)

## Společnost

### Rok 1932
V roce 1932 (738 obyvatel) byly v obci evidovány tyto živnosti a obchody: 3 hostince, kolář, 2 kováři, krejčí, obchod s kůžemi, 7 lomů, 2 obuvníci, obchod s ovocem, pekař, 2 řezníci, 2 sadaři, 2 obchody se smíšeným zbožím, švadlena, 2 trafiky.

## Zajímavosti

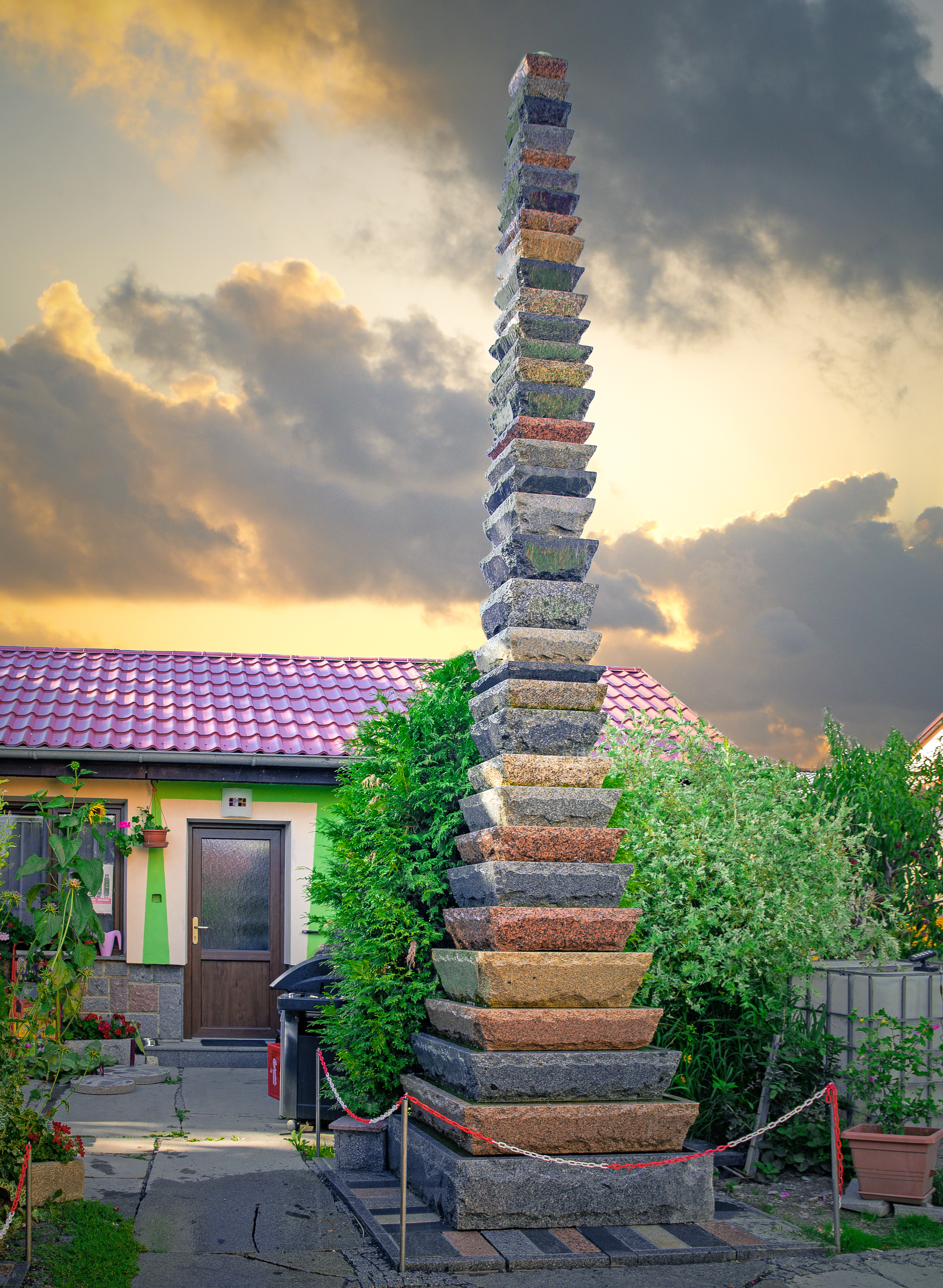
Fontána času v Kozárovicích

V obci byla v neděli 26. srpna 2018 slavnostně zapsána Muzeem rekordů z Pelhřimova členitá žulová Fontána času, která dosahuje do výšky necelých 6 m. Jejím autorem je Jaroslav Čarek, u jehož domu je ve vesnici umístěna. Stavba mu trvala přes dva roky a musel opracovat celkem 35 žulových kvádrů. Využil materiál z místních lomů, z dalších lomů na území Česka a také ze zahraničí – z Německa, Ukrajiny, Finska, Švédska a Kazachstánu. Do České databanky rekordů byla zaevidovaná 26. srpna 2018. I když je toto unikátní kamenické umělecké dílo umístěno na soukromém pozemku u domu s číslem popisným 170, je možno si jej přijít prohlédnout. Majitel zde provozuje koloniál a občerstvení.

## Osobnosti
- Eduard Cmunt (1878–1967) – zakladatel československé balneologie, zakladatel Ligy proti revmatizmu[11]
- Václav Krotký (1855–1920) – kladenský stavitel a urbanista [12]
- Václav Berka – první vyučený kameník v českých zemích
- Josef Vašek – výtvarník, bibliofil sběratel

## Doprava

### Dopravní síť
Do obce vedou silnice III. třídy. Železniční trať ani stanice či zastávka na území obce nejsou.

### Autobusová doprava 2024
Autobusovou dopravu v obci Kozárovice zajišťují společnosti Arriva Střední Čechy a Jan Kukla Praha s.r.o. Obec je součástí Pražské integrované dopravy (PID). V obci se nacházejí zastávky Kozárovice a Kozárovice,kaple. Směrem do Zalužan se nachází zastávka Kozárovice,lom a v Holušicích zastávka Kozárovice,Holušice. Ve Vystrkově se autobusová zastávka nenachází. Obcí procházejí dvě autobusové linky: 488 a 132400. Linka 488 začíná v Příbrami a pokračuje přes Milín, Chraštice, Mirovice, Čimelice a Mirotice až do Písku, přičemž obsluhuje i další obce a vesnice na své trase. Linka 132400 spojuje Prahu s Chraštičkami, Kozárovicemi, Orlíkem nad Vltavou, Probulovem, Varvažovem, Zvíkovským Podhradím, Kostelcem nad Vltavou, Hrejkovicemi, Zbelítovem, Milevskem, Bernarticemi, Bechyní a Týnem nad Vltavou, přičemž také obsluhuje další obce a vesnice na své trase.

## Turistika
Obcí vede zeleně značená turistická trasa Cetyně – Kozárovice – Orlík nad Vltavou.

## Galerie

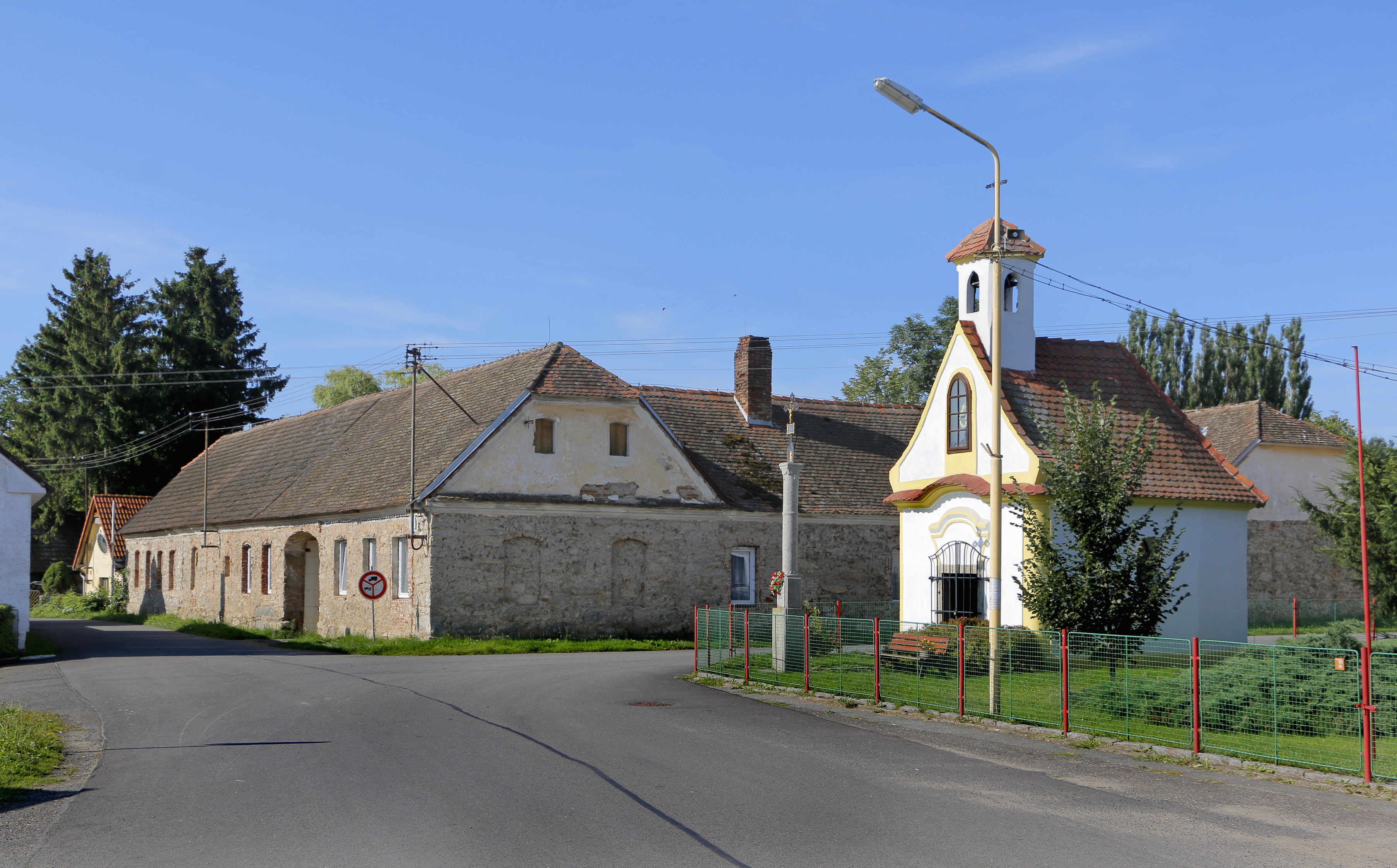
Kaple Panny Marie
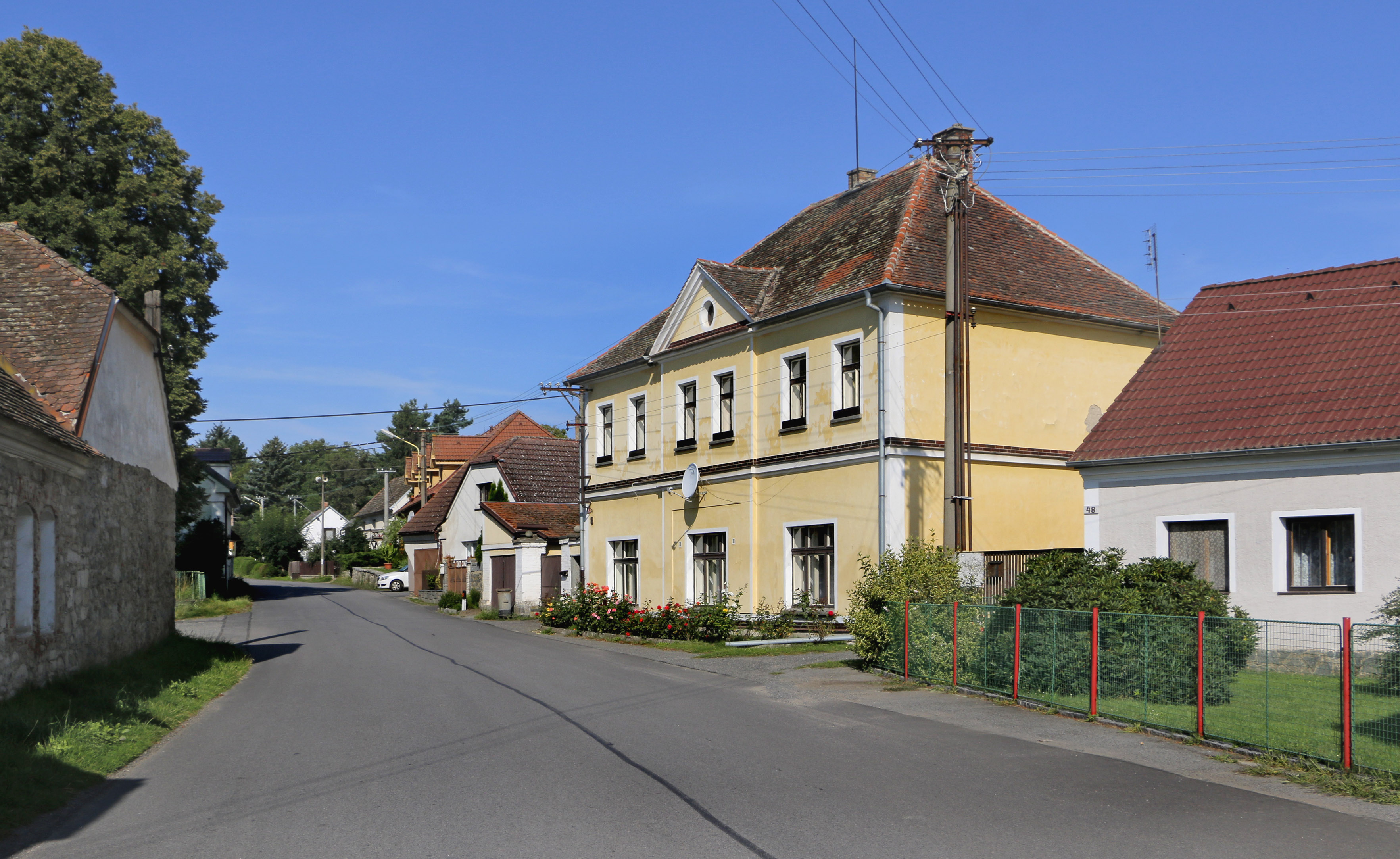
Bývalá škola
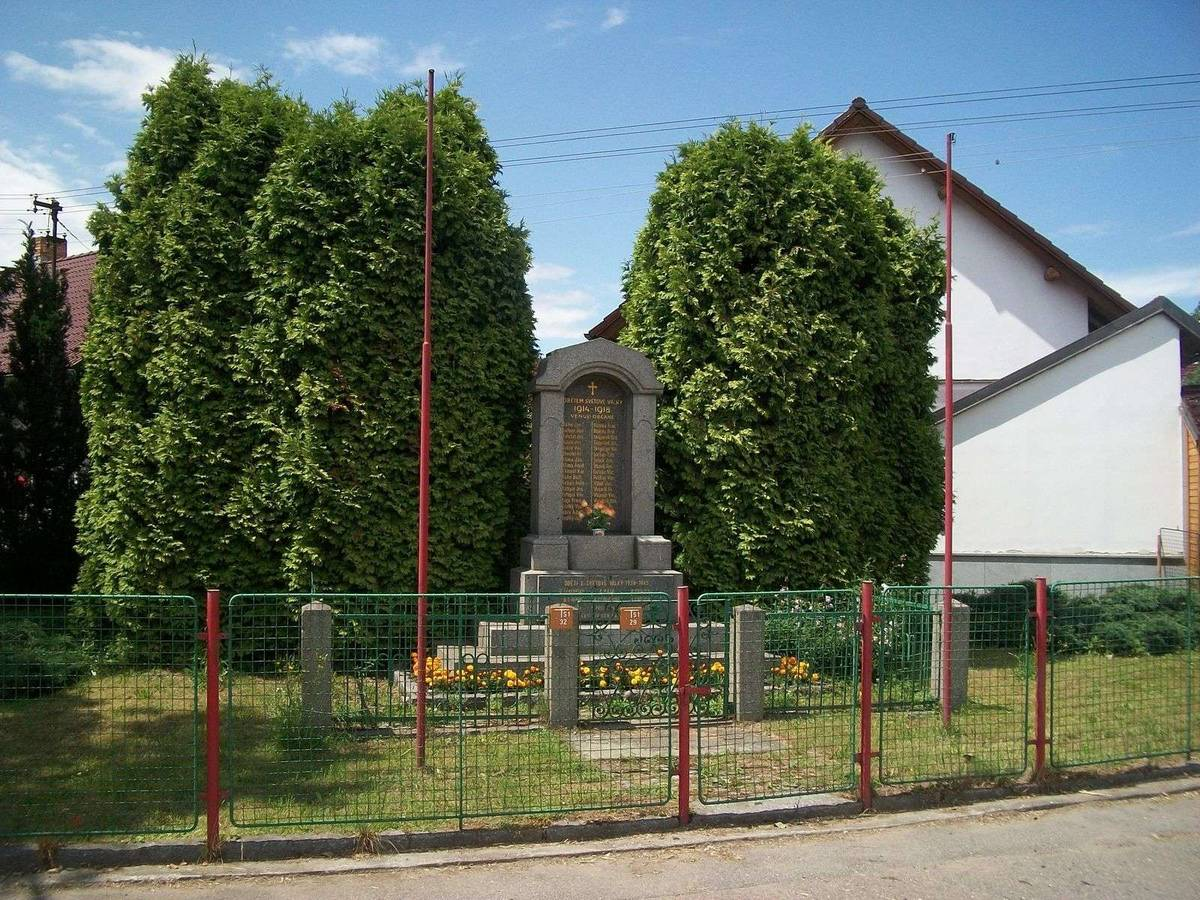
Pomník padlým